# Loxogramme scolopendrioides
Loxogramme scolopendrioides är en stensöteväxtart som först beskrevs av Gaud., och fick sitt nu gällande namn av Conrad Vernon Morton. Loxogramme scolopendrioides ingår i släktet Loxogramme och familjen Polypodiaceae. Inga underarter finns listade.